# Picus mentalis
Picus mentalis е вид птица от семейство Picidae.

## Разпространение и местообитание
Видът е родом от Югоизточна Азия. Среща се в Мианмар, Тайланд, Малайзия, Сингапур, Бруней и Индонезия.
Естественото му местообитание са субтропични или тропически влажни гори.